# Liste des monuments historiques de Richelieu
Ce tableau présente la liste de tous les monuments historiques classés ou inscrits dans la ville de Richelieu, Indre-et-Loire, en France.

## Liste
| Monument                         | Adresse                                                     | Coordonnées                      | Notice         | Protection     | Date      | Illustration                     |
| -------------------------------- | ----------------------------------------------------------- | -------------------------------- | -------------- | -------------- | --------- | -------------------------------- |
| Château                          |                                                             | 47° 00′ 26″ nord, 0° 19′ 33″ est | « PA00097945 » | Classé         | 1930      | Château                          |
| Église Notre-Dame                | Place du Marché                                             | 47° 00′ 45″ nord, 0° 19′ 24″ est | « PA00097947 » | Classé         | 1921      | Église Notre-Dame                |
| Enceinte                         | 27 place Louis-XIII 17 rue des Écluses                      | 47° 00′ 42″ nord, 0° 19′ 27″ est | « PA00097948 » | Classé Inscrit | 1879 1992 | Enceinte                         |
| Halle                            |                                                             | 47° 00′ 45″ nord, 0° 19′ 30″ est | « PA00097949 » | Classé Inscrit | 1945 1992 | Halle                            |
| Hôtel de ville                   | 1 place du Marché et 1bis Grande-Rue                        | 47° 00′ 46″ nord, 0° 19′ 27″ est | « PA00097950 » | Inscrit        | 1932 1991 | Hôtel de ville                   |
| Immeuble                         | Grande-Rue 4 2-4 place du Marché                            | 47° 00′ 46″ nord, 0° 19′ 26″ est | « PA00097959 » | Inscrit        | 1932 2002 | Immeuble                         |
| Maison                           | 2 rue Bourbon                                               | 47° 00′ 44″ nord, 0° 19′ 18″ est | « PA00097952 » | Inscrit        | 1932      | Image manquante Téléverser       |
| Maison                           | 2 rue du Chantier                                           | 47° 00′ 42″ nord, 0° 19′ 26″ est | « PA00097953 » | Inscrit        | 1932      | Image manquante Téléverser       |
| Maison                           | 38 rue du Chantier                                          | 47° 00′ 43″ nord, 0° 19′ 18″ est | « PA00097954 » | Inscrit        | 1932      | Image manquante Téléverser       |
| Maison                           | 1 rue des Écluses                                           | 47° 00′ 42″ nord, 0° 19′ 27″ est | « PA00097955 » | Inscrit        | 1932      | Image manquante Téléverser       |
| Maison                           | Grande-Rue 1 23, 25, 27, 29 place du Marché Rue des Écluses | 47° 00′ 42″ nord, 0° 19′ 27″ est | « PA00097956 » | Inscrit        | 1932 1992 | Image manquante Téléverser       |
| Maison                           | Grande-Rue 10                                               | 47° 00′ 48″ nord, 0° 19′ 26″ est | « PA00097965 » | Inscrit        | 1932 1992 | Maison                           |
| Maison                           | Grande-Rue 11                                               | 47° 00′ 49″ nord, 0° 19′ 26″ est | « PA00097966 » | Inscrit        | 1932 1992 | Image manquante Téléverser       |
| Maison                           | Grande-Rue 11 bis, 18 rue Traversière                       | 47° 00′ 50″ nord, 0° 19′ 26″ est | « PA00098308 » | Inscrit        | 1992      | Image manquante Téléverser       |
| Maison                           | Grande-Rue 12                                               | 47° 00′ 50″ nord, 0° 19′ 25″ est | « PA00097967 » | Inscrit        | 1932 1992 | Maison                           |
| Maison                           | Grande-Rue 13                                               | 47° 00′ 51″ nord, 0° 19′ 26″ est | « PA00097968 » | Inscrit        | 1932 1992 | Image manquante Téléverser       |
| Maison                           | Grande-Rue 14                                               | 47° 00′ 49″ nord, 0° 19′ 25″ est | « PA00097969 » | Inscrit        | 1932 2004 | Maison                           |
| Maison                           | Grande-Rue 15                                               | 47° 00′ 52″ nord, 0° 19′ 26″ est | « PA00097970 » | Inscrit        | 1932 2004 | Image manquante Téléverser       |
| Maison                           | Grande-Rue 16                                               | 47° 00′ 50″ nord, 0° 19′ 25″ est | « PA00097971 » | Inscrit        | 1932      | Image manquante Téléverser       |
| Maison                           | Grande-Rue 17                                               | 47° 00′ 52″ nord, 0° 19′ 26″ est | « PA00097972 » | Inscrit        | 1932      | Image manquante Téléverser       |
| Maison                           | Grande-Rue 18                                               | 47° 00′ 51″ nord, 0° 19′ 25″ est | « PA00097973 » | Inscrit        | 1932      | Image manquante Téléverser       |
| Maison                           | Grande-Rue 19                                               | 47° 00′ 53″ nord, 0° 19′ 26″ est | « PA00097974 » | Inscrit        | 1932      | Maison                           |
| Maison                           | Grande-Rue 2 20, 22, 24 place du Marché Rue du Chantier     | 47° 00′ 42″ nord, 0° 19′ 26″ est | « PA00097957 » | Inscrit        | 1932 1992 | Maison                           |
| Maison                           | Grande-Rue 20                                               | 47° 00′ 51″ nord, 0° 19′ 25″ est | « PA00097975 » | Inscrit        | 1932      | Image manquante Téléverser       |
| Maison                           | Grande-Rue 21                                               | 47° 00′ 53″ nord, 0° 19′ 26″ est | « PA00097976 » | Inscrit        | 1932      | Maison                           |
| Maison                           | Grande-Rue 22                                               | 47° 00′ 52″ nord, 0° 19′ 25″ est | « PA00097977 » | Inscrit        | 1932      | Image manquante Téléverser       |
| Maison                           | Grande-Rue 23                                               | 47° 00′ 54″ nord, 0° 19′ 26″ est | « PA00097978 » | Inscrit        | 1932      | Image manquante Téléverser       |
| Maison                           | Grande-Rue 24                                               | 47° 00′ 53″ nord, 0° 19′ 25″ est | « PA00097979 » | Inscrit        | 1932 1997 | Image manquante Téléverser       |
| Maison                           | Grande-Rue 25                                               | 47° 00′ 55″ nord, 0° 19′ 26″ est | « PA00097980 » | Inscrit        | 1932      | Maison                           |
| Maison                           | Grande-Rue 26                                               | 47° 00′ 53″ nord, 0° 19′ 25″ est | « PA00097981 » | Inscrit        | 1932      | Image manquante Téléverser       |
| Maison                           | Grande-Rue 27                                               | 47° 00′ 58″ nord, 0° 19′ 25″ est | « PA00097982 » | Inscrit        | 1932      | Image manquante Téléverser       |
| Maison                           | Grande-Rue 28                                               | 47° 00′ 54″ nord, 0° 19′ 25″ est | « PA00097983 » | Classé         | 1990      | Maison                           |
| Maison                           | Grande-Rue 29                                               | 47° 00′ 58″ nord, 0° 19′ 25″ est | « PA00097984 » | Inscrit        | 1932      | Image manquante Téléverser       |
| Maison                           | Grande-Rue 3                                                | 47° 00′ 46″ nord, 0° 19′ 27″ est | « PA00097958 » | Inscrit        | 1932 1992 | Maison                           |
| Maison                           | Grande-Rue 30                                               | 47° 00′ 55″ nord, 0° 19′ 25″ est | « PA00097985 » | Inscrit        | 1932      | Maison                           |
| Maison                           | Grande-Rue 32                                               | 47° 00′ 58″ nord, 0° 19′ 24″ est | « PA00097986 » | Inscrit        | 1932      | Image manquante Téléverser       |
| Maison                           | Grande-Rue 5                                                | 47° 00′ 47″ nord, 0° 19′ 27″ est | « PA00097960 » | Inscrit        | 1932 1992 | Image manquante Téléverser       |
| Maison                           | Grande-Rue 6                                                | 47° 00′ 47″ nord, 0° 19′ 26″ est | « PA00097961 » | Inscrit        | 1932 2002 | Image manquante Téléverser       |
| Maison                           | Grande-Rue 7                                                | 47° 00′ 48″ nord, 0° 19′ 27″ est | « PA00097962 » | Inscrit        | 1932 1992 | Image manquante Téléverser       |
| Maison                           | Grande-Rue 8                                                | 47° 00′ 47″ nord, 0° 19′ 26″ est | « PA00097963 » | Inscrit        | 1932 2002 | Image manquante Téléverser       |
| Maison                           | Grande-Rue 9                                                | 47° 00′ 49″ nord, 0° 19′ 27″ est | « PA00097964 » | Inscrit        | 1932 1992 | Image manquante Téléverser       |
| Maison                           | 24 rue Henri-Proust                                         | 47° 00′ 53″ nord, 0° 19′ 21″ est | « PA00098309 » | Inscrit        | 1992      | Maison                           |
| Maison                           | 3 rue de l'Indépendance-Américaine                          | 47° 00′ 59″ nord, 0° 19′ 25″ est | « PA00097951 » | Inscrit        | 1932      | Maison                           |
| Maison                           | 3 place du Marché                                           | 47° 00′ 46″ nord, 0° 19′ 28″ est | « PA00097987 » | Inscrit        | 1932 1992 | Image manquante Téléverser       |
| Maison                           | 5 place du Marché                                           | 47° 00′ 46″ nord, 0° 19′ 28″ est | « PA00097988 » | Inscrit        | 1932      | Image manquante Téléverser       |
| Maison                           | 6 place du Marché                                           | 47° 00′ 46″ nord, 0° 19′ 26″ est | « PA00097989 » | Inscrit        | 1932      | Image manquante Téléverser       |
| Maison                           | 7 place du Marché                                           | 47° 00′ 46″ nord, 0° 19′ 28″ est | « PA00097990 » | Inscrit        | 1932      | Image manquante Téléverser       |
| Maison                           | 8 place du Marché                                           | 47° 00′ 46″ nord, 0° 19′ 25″ est | « PA00097991 » | Inscrit        | 1932      | Image manquante Téléverser       |
| Maison                           | 9 place du Marché                                           | 47° 00′ 46″ nord, 0° 19′ 29″ est | « PA00097992 » | Inscrit        | 1932      | Image manquante Téléverser       |
| Maison                           | 10, 12, 14 place du Marché 2 rue de Loudun                  | 47° 00′ 44″ nord, 0° 19′ 24″ est | « PA00098310 » | Inscrit        | 1992      | Image manquante Téléverser       |
| Maison                           | 11 place du Marché                                          | 47° 00′ 45″ nord, 0° 19′ 29″ est | « PA00097993 » | Inscrit        | 1932      | Image manquante Téléverser       |
| Maison                           | 13 place du Marché                                          | 47° 00′ 45″ nord, 0° 19′ 29″ est | « PA00097994 » | Inscrit        | 1932      | Image manquante Téléverser       |
| Maison                           | 15, 17 place du Marché                                      | 47° 00′ 44″ nord, 0° 19′ 29″ est | « PA00097996 » | Inscrit        | 1932 1991 | Image manquante Téléverser       |
| Maison                           | 16 place du Marché                                          | 47° 00′ 43″ nord, 0° 19′ 25″ est | « PA00097995 » | Inscrit        | 1932 1992 | Image manquante Téléverser       |
| Maison                           | 18 place du Marché                                          | 47° 00′ 43″ nord, 0° 19′ 25″ est | « PA00097997 » | Inscrit        | 1932 1992 | Image manquante Téléverser       |
| Maison                           | 19 place du Marché                                          | 47° 00′ 44″ nord, 0° 19′ 29″ est | « PA00097998 » | Inscrit        | 1932 1992 | Image manquante Téléverser       |
| Maison                           | 21 place du Marché                                          | 47° 00′ 43″ nord, 0° 19′ 29″ est | « PA00097999 » | Inscrit        | 1932      | Image manquante Téléverser       |
| Maison                           | 22 place du Marché                                          | 47° 00′ 43″ nord, 0° 19′ 26″ est | « PA00098000 » | Inscrit        | 1932      | Image manquante Téléverser       |
| Maison                           | 23 place du Marché                                          | 47° 00′ 43″ nord, 0° 19′ 29″ est | « PA00098001 » | Inscrit        | 1932      | Image manquante Téléverser       |
| Maison                           | 25 place du Marché                                          | 47° 00′ 43″ nord, 0° 19′ 28″ est | « PA00098002 » | Inscrit        | 1932      | Image manquante Téléverser       |
| Maison                           | 27 place du Marché                                          | 47° 00′ 43″ nord, 0° 19′ 28″ est | « PA00098003 » | Inscrit        | 1932      | Image manquante Téléverser       |
| Maison                           | 29 place du Marché                                          | 47° 00′ 43″ nord, 0° 19′ 28″ est | « PA00098004 » | Inscrit        | 1932      | Image manquante Téléverser       |
| Maison                           | 1, 2 rue Paul-Viau-Laurence                                 | 47° 00′ 46″ nord, 0° 19′ 24″ est | « PA00098311 » | Inscrit        | 1992      | Image manquante Téléverser       |
| Maison                           | 3 place des Religieuses (Richelieu)                         | 47° 00′ 55″ nord, 0° 19′ 26″ est | « PA00098005 » | Inscrit        | 1932      | Image manquante Téléverser       |
| Maison                           | 4 place des Religieuses                                     | 47° 00′ 55″ nord, 0° 19′ 24″ est | « PA00098006 » | Inscrit        | 1932      | Image manquante Téléverser       |
| Maison                           | 5 place des Religieuses                                     | 47° 00′ 55″ nord, 0° 19′ 26″ est | « PA00098007 » | Inscrit        | 1932      | Image manquante Téléverser       |
| Maison                           | 6 place des Religieuses                                     | 47° 00′ 55″ nord, 0° 19′ 24″ est | « PA00098008 » | Inscrit        | 1932      | Image manquante Téléverser       |
| Maison                           | 8 place des Religieuses                                     | 47° 00′ 55″ nord, 0° 19′ 23″ est | « PA00098009 » | Inscrit        | 1932      | Image manquante Téléverser       |
| Maison                           | 9 place des Religieuses                                     | 47° 00′ 55″ nord, 0° 19′ 27″ est | « PA00098010 » | Inscrit        | 1932      | Image manquante Téléverser       |
| Maison                           | 10 place des Religieuses                                    | 47° 00′ 55″ nord, 0° 19′ 23″ est | « PA00098011 » | Inscrit        | 1932      | Image manquante Téléverser       |
| Maison                           | 12 place des Religieuses                                    | 47° 00′ 55″ nord, 0° 19′ 23″ est | « PA00098012 » | Inscrit        | 1932      | Image manquante Téléverser       |
| Maison                           | 13 place des Religieuses                                    | 47° 00′ 55″ nord, 0° 19′ 27″ est | « PA00098013 » | Inscrit        | 1932      | Image manquante Téléverser       |
| Maison                           | 14 place des Religieuses                                    | 47° 00′ 55″ nord, 0° 19′ 23″ est | « PA00098014 » | Inscrit        | 1932      | Image manquante Téléverser       |
| Maison                           | 15 place des Religieuses                                    | 47° 00′ 55″ nord, 0° 19′ 27″ est | « PA00098015 » | Inscrit        | 1932      | Image manquante Téléverser       |
| Maison                           | 16 place des Religieuses                                    | 47° 00′ 55″ nord, 0° 19′ 23″ est | « PA00098016 » | Inscrit        | 1932      | Image manquante Téléverser       |
| Maison                           | 17 place des Religieuses                                    | 47° 00′ 56″ nord, 0° 19′ 27″ est | « PA00098018 » | Inscrit        | 1932      | Image manquante Téléverser       |
| Maison                           | 18 place des Religieuses                                    | 47° 00′ 55″ nord, 0° 19′ 23″ est | « PA00098017 » | Inscrit        | 1932      | Image manquante Téléverser       |
| Maison                           | 19 place des Religieuses                                    | 47° 00′ 56″ nord, 0° 19′ 27″ est | « PA00098019 » | Inscrit        | 1932      | Image manquante Téléverser       |
| Maison                           | 20 place des Religieuses                                    | 47° 00′ 56″ nord, 0° 19′ 23″ est | « PA00098020 » | Inscrit        | 1932      | Image manquante Téléverser       |
| Maison                           | 21 place des Religieuses                                    | 47° 00′ 56″ nord, 0° 19′ 27″ est | « PA00098021 » | Inscrit        | 1932      | Image manquante Téléverser       |
| Maison                           | 22 place des Religieuses                                    | 47° 00′ 56″ nord, 0° 19′ 23″ est | « PA00098022 » | Inscrit        | 1932      | Image manquante Téléverser       |
| Maison                           | 23 place des Religieuses                                    | 47° 00′ 57″ nord, 0° 19′ 27″ est | « PA00098023 » | Inscrit        | 1932      | Image manquante Téléverser       |
| Maison                           | 24 place des Religieuses                                    | 47° 00′ 57″ nord, 0° 19′ 23″ est | « PA00098025 » | Inscrit        | 1932 1991 | Image manquante Téléverser       |
| Maison                           | 25 place des Religieuses                                    | 47° 00′ 58″ nord, 0° 19′ 27″ est | « PA00098024 » | Inscrit        | 1932      | Image manquante Téléverser       |
| Maison                           | 26 place des Religieuses                                    | 47° 00′ 57″ nord, 0° 19′ 23″ est | « PA00098026 » | Inscrit        | 1932      | Image manquante Téléverser       |
| Maison                           | 27 place des Religieuses                                    | 47° 00′ 58″ nord, 0° 19′ 26″ est | « PA00098027 » | Inscrit        | 1932      | Image manquante Téléverser       |
| Maison                           | 28 place des Religieuses                                    | 47° 00′ 57″ nord, 0° 19′ 23″ est | « PA00098028 » | Inscrit        | 1932      | Image manquante Téléverser       |
| Maison                           | 30 place des Religieuses                                    | 47° 00′ 58″ nord, 0° 19′ 22″ est | « PA00098029 » | Inscrit        | 1932      | Image manquante Téléverser       |
| Maison                           | 32 place des Religieuses                                    | 47° 00′ 58″ nord, 0° 19′ 23″ est | « PA00098030 » | Inscrit        | 1932      | Image manquante Téléverser       |
| Maison                           | 34 place des Religieuses                                    | 47° 00′ 58″ nord, 0° 19′ 23″ est | « PA00098031 » | Inscrit        | 1932      | Image manquante Téléverser       |
| Maison                           | 36 place des Religieuses                                    | 47° 00′ 58″ nord, 0° 19′ 24″ est | « PA00098032 » | Inscrit        | 1932      | Image manquante Téléverser       |
| Maison                           | 38 place des Religieuses                                    | 47° 00′ 58″ nord, 0° 19′ 24″ est | « PA00098033 » | Inscrit        | 1932      | Image manquante Téléverser       |
| Maison des prêtres de la mission | 2 rue Henri-Proust 1, 3 rue de Loudun                       | 47° 00′ 45″ nord, 0° 19′ 21″ est | « PA00097946 » | Classé         | 2005      | Maison des prêtres de la mission |